# Llanuras de Canterbury
Las llanuras de Canterbury es una planicie en Nueva Zelanda situada al sur de la ciudad de Christchurch en la región de Canterbury. Se extienden desde los pies de las Colinas Hundalee en el Distrito de Hurunui por el norte, hasta que se unen con las llanuras de North Otago más allá del río Waitaki por el sur.

## Geografía
Las llanuras de Canterbury se formaron a partir de una morrena cuaternaria que se depositó durante períodos glaciares al final del pleistoceno entre hace 3 millones y 10.000 años. Posteriormente estas gravas fueron erosionadas por varios grandes ríos, especialmente los ríos Waimakariri, Rakaia, Selwyn y el Rangitata. Parte de la tierra perteneciente a las praderas de tussok de Canterbury-Otago son adecuadas para un moderado a intenso uso ganadero, aunque el terreno es proclive a las sequías, especialmente cuando prevalece el viento del noroeste. Durante estos eventos se observa el fenómeno climatológico conocido como el Nor'west arch a lo largo de buena parte de la llanura.
Un gran terremoto ocurrido el 4 de septiembre de 2010 reveló una falla oculta bajo las llanuras de Canterbury y creó grietas superficiales que desplazaron el terreno en algunas zonas hasta 4 metros.

## Ríos
Los ríos de las llanuras de Canterbury presentan unos característicos cauces anastomosados, que se extienden por anchas depresiones de grava, que diferencian esta área de las llanuras de North Otago en el sur, más allá del río Waitaki, donde los ríos típicamente tienen cauces más estrechos, conformados y delimitados.

## Población
La mayor parte de la población de Canterbury vive en una serie de grandes y pequeños núcleos que se distribuyen desde el noreste hasta el suroeste por las llanuras, conectados por la State Highway 1 y la línea férrea principal del sur. Entre estos núcleos se encuentran Christchurch, Ashburton y Timaru; así como los menores Kaiapoi, Dunsandel, Rakaia, Temuka y Glenavy. Otras poblaciones de las llanuras son Rangiora, Leeston, Lincoln, Dardfield, Geraldine, Methven y Waimate.

## Fauna
La extremadamente rara especie de gorgojo Hadramphus tuberculatus es endémico de las llanuras.